# Sugihrejo (Sukodadi)
Sugihrejo is een bestuurslaag in het regentschap Lamongan van de provincie Oost-Java, Indonesië. Sugihrejo telt 1622 inwoners (volkstelling 2010).